# Hans Lindberg
Hans Lindberg (1 de agosto de 1981, Høje-Taastrup, Dinamarca) es un jugador de balonmano danés que juega de extremo derecho en el HØJ Elite. Es internacional con la selección de balonmano de Dinamarca.
En la temporada 2022-23 se convirtió en el máximo goleador histórico de la Liga de Alemania de balonmano, al superar a Yoon Kyung-shin, después de conseguir su gol 2906 en la competición. Además, durante la temporada 2023-24 se convirtió en el primer jugador en superar los 3000 goles en la liga alemana.

## Equipos
- Team Helsinge (1999-2005)
- Viborg HK (2005-2007)
- HSV Hamburgo (2007-2015)
- Füchse Berlin (2015-2016)
- HSV Hamburgo (2016)
- Füchse Berlin (2016-2024)
- HØJ Elite (2024- )

## Palmarés

### Selección nacional
| Juegos Olímpicos   | Juegos Olímpicos     | Juegos Olímpicos  | Juegos Olímpicos |
| Año                | Lugar                | Medalla           |                  |
| ------------------ | -------------------- | ----------------- | ---------------- |
| 2024               | París                | Medalla de oro    |                  |
| Campeonato Mundial |                      |                   |                  |
| Año                | Lugar                | Medalla           |                  |
| 2007               | Alemania             | Medalla de bronce |                  |
| 2011               | Suecia               | Medalla de plata  |                  |
| 2013               | España               | Medalla de plata  |                  |
| 2019               | Alemania y Dinamarca | Medalla de oro    |                  |
| 2023               | Polonia y Suecia     | Medalla de oro    |                  |
| Campeonato Europeo |                      |                   |                  |
| Año                | Lugar                | Medalla           |                  |
| 2008               | Noruega              | Medalla de oro    |                  |
| 2012               | Serbia               | Medalla de oro    |                  |
| 2014               | Dinamarca            | Medalla de plata  |                  |
| 2022               | Hungría y Eslovaquia | Medalla de bronce |                  |
| 2024               | Alemania             | Medalla de plata  |                  |

### Hamburgo
- Liga de Alemania de balonmano (1): 2011
- Copa de Alemania de balonmano (1): 2010
- Supercopa de Alemania de balonmano (2): 2009, 2010
- Liga de Campeones de la EHF (1): 2013

### Füchse Berlin
- Copa EHF (1): 2018
- Liga Europea de la EHF (1): 2023

### Consideraciones personales
- Elegido mejor extremo derecho del Campeonato Mundial de Balonmano Masculino de 2013.
- Máximo goleador de la Bundesliga (2013)